# Matra, Haute-Corse
Matra là một xã ở tỉnh Haute-Corse trên đảo Corse, Pháp. Xã này có diện tích 6,49 km², dân số năm 1999 là 43 người. Khu vực này có độ cao 560 mét trên mực nước biển.